# جائزة نوبل للسلام 2002
مُنحت جائزة نوبل للسلام 2002 لجيمي كارتر وذلك تقديرًا لجهودهِ في إيجاد حلول سلمية للصراعات الدولية.

## نظرة عامة
عملَ كارتر جاهدًا على إيجاد حلول للنزاعات الدوليّة بطُرق سلميّة حيثُ قامَ في عام 1982 قام بتأسيس مركز كارتر في أتلانتا من أجل النهوض بحقوق الإنسان والتخفيف من وطأة المعاناة البشرية وهو مركز غير هادف للربح وغير حكومي الهدفُ منه تعزيز الديمقراطية ومنع الصراعات ومراقبة العمليات الانتخابية وكذا دعم انتخابات حرة ونزيهة. يعملُ المركز كذلك على تحسين الصحة العالمية من خلال السيطرة والقضاء على أمراض مثل داء دودة غينيا، داء كلابية الذنب، الملاريا، تراخوما، داء الفيلاريات اللمفية والبلهارسيا جنبًا إلى جنب معَ تحسين التغذية من خلال زيادة إنتاج المحاصيل في أفريقيا. من أهم إنجازات مركز كارتر القضاء على أكثر من 99 في المئة من حالات داء دودة غينيا من ما يقدر بنحو 3.5 مليون حالة في عام 1986 إلى 148 حالة فقط بحلول عام 2013. رصدَ مركز كارتر كذلك 96 عملية انتخابيّة في 38 بلدًا منذ عام 1989، كما عملَ على حل الصراعات في هايتي، البوسنة، إثيوبيا، كوريا الشمالية، السودان وغيرها من البلدان فضلًا عن دعمهِ للمدافعين عن حقوق الإنسان في جميع أنحاء العالم.
في عام 2002؛ حصلَ الرئيس كارتر على جائزة نوبل للسلام تقديرًا لعملهِ في إيجاد حلول سلمية للصراعات الدولية وتعزيز الديمقراطية وحقوق الإنسان وتعزيز التنمية الاقتصادية والاجتماعية من خلال مركز كارتر. جديرٌ بالذكر هنا أنّ ثلاث رؤساء قد حصلوا على هذه الجائزة في وقتٍ ما وهم ثيودور روزفلت، وودرو ويلسون وباراك أوباما ثمّ انضافَ كارثر للقائمة.